# Song Suqing
Song Suqing  (宋素卿?) (... – 1525), noto anche come Sō Sokei dalla pronuncia giapponese del suo nome, era un diplomatico di origine cinese del periodo Muromachi in Giappone.
Fu venduto da bambino agli inviati giapponesi nel 1496 e tornò nella Cina dei Ming nel 1509 e nel 1523 come inviato del clan Hosokawa. Nell'ultima missione in Cina, fu coinvolto nell'incidente di Ningbo, dove la missione rivale inviata dal clan Ōuchi lo attaccò e saccheggiò le città di Ningbo e Shaoxing. Song Suqing è stato ritenuto responsabile dell'incidente dalle autorità cinesi e per questo lasciato a morire in prigione.

## Origini: la missione del 1496
Song Suqing nacque nella contea di Yin (鄞縣; attuale Yinzhou, Zhejiang) con il nome di Zhu Gao (朱 縞). Orfano del padre, crebbe con lo zio Zhu Cheng (朱 澄), commerciante di vernici. Per sostenersi, Zhu Gao imparò a cantare e ad esibirsi per strada sin da bambino. Nel 1496, attirò l'attenzione di Tōshigorō (湯 四 五郎), un commerciante giapponese giunto con la missione tributaria di quell'anno. All'epoca, i giapponesi potevano commerciare con la Cina solo attraverso il sistema tributario cinese che permetteva agli stranieri di ricevere doni dall'imperatore della Dinastia Ming previo omaggio. Durante la missione era permesso agli stranieri commerciare con i locali presso il porto loro assegnato per lo sbarco (Ningbo per i giapponesi). Fu così che Tōshigorō si imbatté in Zhu Gao nella contea di Yin, vicino a Ningbo, dove fu colpito dalla voce e dal fascino del ragazzo e iniziò una stretta relazione con lui. Tōshigorō affidò quindi a Zhu Gao e Zhu Cheng la vendita della sua merce (spade giapponesi e ventagli) in cambio di oggetti laccati cinesi. Per qualche motivo Zhu Cheng non riuscì a concludere l'affare prima che gli inviati giapponesi tornassero in Giappone. A detta delle fonti, Cheng e/o un secondo intermediario sprecò il denaro della transazione e non soddisfò l'ordine di prodotti laccati. Per impedire ai giapponesi di rivolgersi alle autorità, il mercante risolse la questione con Tōshigorō consegnando suo nipote Zhu Gao come indennizzo. Il ragazzo fu così portato in Giappone.

## La prima missione (1509)
In Giappone, Zhu Gao divenne noto come Song Suqing. La fonte cinese Shuyu Zhouzi Lu (殊 域 周 咨 錄) afferma che il nuovo nome deriva dal fatto che il suo cognome Zhu 朱 è stato scritto come il carattere Song 宋, mentre "Suqing" 素卿 condivide il significato del suo nome "Gao" 縞, cioè "semplice seta bianca". La fonte giapponese Sanetaka-kō ki (実 隆 公 記) registra che Zhu Gao considerava "Suqing" il suo nome di cortesia, e questo era ciò con cui si identificava. Appena sbarcato a Sakai, Song Suqing divenne una celebrità per il suo talento nel canto e nella poesia. Nonostante non sapesse parlare giapponese all'inizio, era in grado di comunicare con la gente del posto per iscritto, poiché all'epoca il Giappone e la Cina condividevano la stessa lingua scritta. Fu reclutato al servizio del clan Hosokawa e divenne molto intimo del daimyō Hosokawa Masamoto e dello shōgun Ashikaga Yoshizumi. Gli fu persino concesso un posto nel Ministero della Famiglia Imperiale (司農卿) e ottenne l'accesso alla corte imperiale di Kyoto. Fonti cinesi affermano che era così rispettato che gli fu data la mano della "figlia del re" ma poiché il Giappone non aveva un re e fonti giapponesi non confermavano questo resoconto, non è chiaro chi abbia sposato. Ebbe dieci figli, tra cui uno variamente chiamato Song Dongzhan (宋 東 瞻) o Song Yi (宋 一) che alla fine seguirono le orme di suo padre come inviato.
Gli Hosokawa erano uno dei due clan che avevano il privilegio di rappresentare lo shōgun Ashikaga nel commercio con la Cina. Nel 1508, il rivale clan Ōuchi aiutò lo shōgun in esilio Ashikaga Yoshitane a reclamare la posizione di Ashikaga Yoshizumi, sostenuto dagli Hosokawa. Gli Ōuchi ottennero così il diritto d'inviare due navi in Cina contro la nave singola spettante agli Hosokawa. Gli Hosokawa anticiparono perciò la missione ufficiale facendo di Song Suqing il capo-delegazione di una missione non ufficiale in Cina prima del previsto. Da Sakai, la nave di Song Suqing salpò verso sud, superando le acque controllate dagli Ōuchi e raggiunse Ningbo nel 1509, due anni prima della legittima missione Ōuchi guidata da Ryōan Keigo. Mentre la missione Hosokawa muoveva verso Pechino, lo zio di Song Suqing, Zhu Cheng, riconobbe il nipote ma non osò farsi conoscere, preferendo seguire i giapponesi sino a Suzhou ove salì sulla nave di Song Suqing e si riunì al nipote. Divenne così noto ai Ming che il capo-delegazione giapponese era in effetti un disertore cinese, passabile di pena capitale in accordo alle leggi del proibizionismo marittimo (Haijin). Song Suqing corruppe allora il potente eunuco Liu Jin con mille once d'oro a Pechino ottenendo un esonero della pena: le ragioni attenuanti ufficiali furono la sua posizione di capo inviato di un paese straniero e la sua confessione. La missione di Song Suqing mancava del corretto "memoriale per il trono", consisteva in una sola nave contro le tre precedentemente previste e pertanto venne compensata solo con un terzo del premio in argento dovuto.

Song Suqing ricevette personalmente il favore dall'imperatore Zhengde e gli fu concessa una veste con il simbolo elitario del pesce volante (飛魚 服), cosa senza precedenti per gli inviati stranieri.
Quando la missione ufficiale Ōuchi guidata da Ryōan Keigo arrivò finalmente nell'ottobre 1511, i cinesi tennero conto di quanto già riconosciuto alla del 1509 di Song Suqing. Pertanto, ignorarono la terza delle tre navi di Ryōan Keigo corrispondendogli solo due terzi del dovuto (avendo Song Suqing già riscosso un terzo). Insoddisfatto, Ryōan Keigo minacciò la ripresa della pirateria giapponese se i cinesi non avessero fatto concessioni commerciali.

Tuttavia, Ryōan Keigo riuscì a riportare i bastoni da conteggio ufficiali dell'imperatore Zhengde agli Ōuchi con i quali il clan poté dimostrare la legittimità delle future missioni.

## La seconda missione (1523)
Incoraggiato dal successo della missione 1509, gli Hosokawa inviarono Song Suqing in un'altra missione in Cina nel 1523, con il monaco Rankō Zuisa (鸞 岡 端 佐) come capo-delegazione. Giunsero però a destinazione pochi giorni dopo la delegazione Ōuchi che portava i più aggiornati bastoni da conteggio dell'imperatore Zhengde. Song Suqing e Rankō Zuisa avevano solo i bastoni obsoleti dell'imperatore Hongzhi ma riuscirono a ottenere un trattamento di favore quando Song Suqing corruppe il nuovo capo-eunuco dell'Ufficio del Commercio Marittimo (市 舶 司), Lai En (賴恩). La nave Hosokawa fu autorizzata a sbarcare per prima e Rankō Zuisa partecipò come ospite d'onore al banchetto di benvenuto. Infuriata, la delegazione Ōuchi guidata da Kendō Sōsetsu (謙 道 宗 設) si alzò in armi. Uccisero Rankō Zuisa, bruciarono la nave Hosokawa e inseguirono Song Suqing fino alle mura di Shaoxing. Non riuscendo a trovare Song Suqing, la banda degli Ōuchi si diede a razzie ed incendi, tornò a Ningbo dove rapì un ufficiale cinese e s'imbarcò su navi sequestrate.
Song Suqing fu arrestato da funzionari cinesi per la sua parte nell'incidente. Si difese sostenendo che gli Ōuchi avevano rubato i bastoni da conteggio Hosokawa, costringendolo ad usarne di obsoleti. Il Ministero dei riti non ritenne affidabile la sua giustificazione ma in ragione del favore accordatogli dal vecchio imperatore gli sarebbe stato permesso di tornare in Giappone e fare in modo che lo shōgun risolvesse la questione dei bastoni da conteggio. La raccomandazione fu provvisoriamente approvata dall'imperatore Jiajing ma i membri del Censorato obiettarono, poiché i crimini di Song Suqing erano troppo gravi per essere graziati. Fu quindi aperta un'indagine dal Censorato e nel 1525 fu raggiunto un verdetto: Song Suqing fu condannato a morte insieme a due inviati Ōuchi che i cinesi riuscirono a catturare ma tutti languirono e morirono in prigione a Hangzhou entro la primavera di quell'anno, prima che la loro sentenza venisse messa in atto.

Lo shōgunato giapponese restò all'oscuro del destino di Song Suqing e fece ripetutamente richiesta della sua estradizione in Giappone sino al 1540.

## Nella cultura di massa
La storia di Song Suqing, o almeno il suo nome, ha lasciato il segno nella letteratura e nel teatro giapponesi. Lo scrittore confuciano giapponese Tsuga Teishō (都 賀 庭 鐘; 1718-1794) scrisse un racconto fittizio della vita di Song Suqing nella sua Shigeshige ya wa (繁 野 話), ponendo l'accento sulla tragedia che colpisce l'uomo bloccato tra due mondi. Nella storia, Song Suqing deve abbandonare sua moglie e i suoi figli per andare in Giappone e sebbene ivi guadagni fama e fortuna trova i suoi figli che vivono in estrema povertà in Cina. Alla fine, viene giustiziato dalla dinastia Ming per i crimini dei suoi associati giapponesi. Nella commedia kabuki Sanmon Gosan no Kiri, il nome di Song Suqing è invocato dal personaggio di Sō Sokei (宋蘇卿; un omonimo di Song Suqing in giapponese). La versione kabuki di Sō Sokei viene incaricata dall'imperatore cinese di conquistare il Giappone ma viene uccisa da Mashiba Hisayoshi (真 柴久吉; alias kabuki per Toyotomi Hideyoshi). Suo figlio orfano, il famigerato fuorilegge Ishikawa Goemon, giura così di vendicarlo.